# Ferrari (Familienname)
Ferrari ist ein ursprünglich berufsbezogener italienischer Familienname mit der Bedeutung „Schmied“.

## Namensträger

### A
- Al Ferrari (1933–2016), US-amerikanischer Basketballspieler
- Alberto Ferrari (* um 1960), italienischer Fernsehregisseur
- Alex Ferrari (Footballspieler) (* 1993), italienischer American-Football-Spieler
- Alex Ferrari (* 1994), italienischer Fußballspieler
- Alfo Ferrari (1924–1998), italienischer Radrennfahrer
- Alfredo Ferrari (1932–1956), italienischer Ingenieur
- Andrea Ferrari (General) (1770–1849), italienischer General
- Andrea Ferrari (Segler) (1915–2011), italienischer Segler
- Andrea Ferrari (Ingenieurwissenschaftler) (* 1972), italienischer Ingenieurwissenschaftler
- Andrea Carlo Ferrari (1850–1921), italienischer Bischof
- Angela Ferrari (* 1961), Schweizer Sprachwissenschaftlerin
- Angelo Ferrari (1897–1945), italienischer Schauspieler
- Arianna Ferrari (* 1976), italienische Philosophin
- Arturo Ferrari (1861–1932), italienischer Maler

### B
- Bartolomeo Ferrari (1780–1844), italienischer Bildhauer
- Bartolomeo Ferrari (Mathematiker) (1747–1820), italienischer Mathematiker und Physiker
- Benedetto Ferrari (1603–1681), italienischer Musiker

### C
- Caetano Ferrari (* 1942), brasilianischer Ordensgeistlicher, Bischof von Bauru
- Carlotta Ferrari (1831–1907), italienische Komponistin und Dichterin
- Chloe Ferrari (* 1992), US-amerikanische Volleyballspielerin
- Claudia Ferrari (eigentlich Krisztina Fazekas; * 1977), ungarische Pornodarstellerin
- Claus Boesser-Ferrari (* 1952), deutscher Gitarrist und Komponist

### D
- Danilo Ferrari (1940–2007), italienischer Radrennfahrer
- Defendente Ferrari (um 1480–nach 1535), italienischer Maler
- Domenico Ferrari (1722–1780), italienischer Komponist und Violinist

### E
- Eddy von Ferrari Kellerhof (1923–2000), italienischer Künstler
- Edoardo Ferrari-Fontana (1878–1936), italienischer Opernsänger (Tenor)
- Emil Ferrari (* 1995), deutscher Comedian
- Enrico de Ferrari (1875–1945), italienischer Geistlicher, Präfekt von Alto Orinoco
- Enrique Lafuente Ferrari (1898–1985), spanischer Historiker und Kunsthistoriker
- Enzo Ferrari (1898–1988), italienischer Automobilrennfahrer, Rennsportmanager und Unternehmer
- Enzo Ferrari (Fußballspieler) (* 1942), italienischer Fußballspieler und -trainer
- Érico Ferrari (1928–1973), brasilianischer Geistlicher, Bischof von Santa Maria
- Ermanno Wolf-Ferrari (1876–1948), italienisch-deutscher Komponist
- Ernesto Ferrari (1884–1954), italienischer Radrennfahrer
- Ettore Ferrari (1845–1929), italienischer Bildhauer und Politiker

### F
- Fabricio Ferrari (* 1985), uruguayischer Radrennfahrer
- Federico Ferrari (Maler), italienischer Maler
- Federico Ferrari (Architekt), italienischer Architekt und Kurator
- Federico Ferrari (Philosoph) (* 1969), italienischer Philosoph und Kunstkritiker
- Federico Wolf-Ferrari (1899–1971), italienisch-deutscher Theaterregisseur und -intendant
- Fernando Ferrari (auch Luigi Ferrari; * 1924), italienischer Opernsänger (Tenor)
- Francis Ferrari (* 1959), französischer Augenchirurg
- Franziska Ferrari (* 1991), deutsche Schauspielerin und Sprecherin
- Franco Ferrari (Theologe) (1635–1711), italienischer Zisterzienser, Theologe und Bibliothekar
- Franco Ferrari (Journalist) (1929–2000), italienischer Journalist und Schriftsteller
- Franco Ferrari (Fußballspieler, 1946) (1946–2016), italienischer Fußballspieler
- Franco Ferrari (Philologe) (* 1946), italienischer Philologe
- Franco Ferrari (Jurist) (* 1965), italienisch-deutscher Jurist
- Franco Ferrari (Fußballspieler, 1995) (* 1995), italienisch-argentinischer Fußballspieler
- Franco Ferrari (Dirigent), italienischer Dirigent und Musikpädagoge

### G
- Gaspare Stanislao Ferrari (1834–1903), italienischer Mathematiker und Astronom
- Gaudenzio Ferrari (um 1477–1546), italienischer Maler
- Gerolamo Ferrari, italienischer Automobilrennfahrer
- Giacinto de Ferrari (1804–1874), italienischer Ordensgeistlicher, Theologe und Kurienbischof
- Giancarlo Ferrari (* 1942), italienischer Bogenschütze
- Gianmarco Ferrari (* 2000), italienischer Tennisspieler
- Gian Marco Ferrari (* 1992), italienischer Fußballspieler
- Giannino Ferrari (1887–1943), italienischer Historiker und Paläograf
- Giovanni Ferrari (1907–1982), italienischer Fußballspieler und -trainer
- Giovanni Andrea De Ferrari (ca. 1598–1669), italienischer Maler
- Giovanni Baptista Ferrari (auch Giovanni Battista Ferrari; 1584–1655), italienischer Ordensgeistlicher, Botaniker und Schriftsteller
- Giovanni Battista Ferrari (1450–1502), italienischer Geistlicher, Bischof von Modena und Kardinal
- Giovanni R. F. Ferrari (* 1954), britischer Altphilologe und Philosophiehistoriker
- Giuseppe Ferrari (Philosoph) (1811–1876), italienischer Historiker, Philosoph und Politiker
- Giuseppe Ferrari (Maler) (1840–1905), italienischer Maler
- Giuseppe Ferrari (Jurist) (1912–1999), italienischer Jurist, Richter und Hochschullehrer
- Giuseppe Ferrari (Fußballspieler) (1913–1943), italienischer Fußballspieler
- Giuseppe Carlo Ferrari (1910–1987), italienischer Fußballspieler und -trainer
- Gregorio De Ferrari (1647–1726), italienischer Maler und Freskant

### H
- Héctor Ferrari, argentinischer Fußballspieler
- Henri Ferrari (1912–1975), französischer Gewichtheber

### I
- Isabella Ferrari (* 1964), italienische Schauspielerin

### J
- Jean-Noël Ferrari (* 1974), französischer Fechter
- Jelena Konstantinowna Ferrari (1899–1938), russische bzw. sowjetische Agentin und Dichterin
- Jérôme Ferrari (* 1968), französischer Schriftsteller
- Jorge Ferrari-Hardoy (1914–1977), argentinischer Architekt
- Josef Ferrari (1907–1958), Südtiroler Geistlicher und Pädagoge

### K
- Karin Ferrari (* 1982), italienische Medienkünstlerin
- Karl Ferrari (* 1934), italienischer Politiker aus Südtirol
- Konradin Ferrari d’Occhieppo (1907–2007), österreichischer Astronom

### L
- León Ferrari (1920–2013), argentinischer Künstler
- Leonardo de Ferrari, italienischer Maler
- Lodovico Ferrari (1522–1565), italienischer Mathematiker
- Lolo Ferrari (1963–2000), französische Pornodarstellerin
- Lorenzo De Ferrari (1680–1744), italienischer Maler und Freskant
- Lorenzo Ferrari (* 2002), italienischer Automobilrennfahrer
- Luc Ferrari (1929–2005), französischer Komponist und Klangkünstler
- Luca Ferrari (Maler) (auch Luca da Reggio; 1605–1654), italienischer Maler
- Luca Ferrari (Diplomat) (* 1961), italienischer Diplomat
- Luca Franco Ferrari, italienischer Musiker, Dirigent und Musikpädagoge
- Luciano Ferrari (* 1998), argentinischer Weitspringer
- Luigi Ferrari (Bischof) (1792–1851), italienischer Geistlicher und Bischof von Modena
- Luigi Ferrari (Bildhauer) (1810–1894), italienischer Bildhauer
- Luigi Ferrari (* 1924), italienischer Opernsänger (Tenor), siehe Fernando Ferrari
- Luigi Ferrari Bravo (1933–2016), italienischer Jurist

### M
- Marco Ferrari (1932–2020), italienischer Geistlicher, Weihbischof in Mailand
- Maria Ferrari (Basketballspielerin), brasilianische Basketballspielerin
- Maria Ferrari (Drehbuchautorin), Drehbuchautorin und Filmprozentin
- Maria Gloria Ferrari (* 1940), italienische Pianistin und Hochschullehrerin
- María Paz Ferrari (* 1973), argentinische Feldhockeyspielerin
- Mario Ferrari (Schauspieler) (1894–1974), italienischer Schauspieler
- Mario Ferrari (Fußballspieler) (* 1926), italienischer Fußballspieler, Volleyballspieler und Fußballtrainer
- Mario Ferrari Aggradi (1916–1997), italienischer Politiker
- Mario Ferrari-Brunnenfeld (1932–2001), österreichischer Politiker (FPÖ, FDP)
- Massimo Ferrari (Philosoph) (* 1954), italienischer Philosoph
- Massimo Ferrari (Architekt) (* 1965), italienischer Architekt
- Massimo Ferrari Zumbini (* 1948), italienischer Germanist

- Matteo Ferrari (Kamaldulenser) (* 1974), Generalprior des Kamaldulenserordens
- Matteo Ferrari (Fußballspieler) (* 1979), italienischer Fußballspieler
- Matteo Ferrari (Rennfahrer) (* 1997), italienischer Motorradrennfahrer
- Michel Ferrari (* 1954), niederländischer Neurologe
- Michele Ferrari (* 1953), italienischer Sportmediziner
- Michele Camillo Ferrari (* 1964), Schweizer Mediävist und Mittellateiner

### N
- Nicolò Ferrari (* 1928), italienischer Filmschaffender

### O
- Orazio De Ferrari (1606–1657), italienischer Maler
- Oscar Ferrari (Sänger) (1924–2008), argentinischer Tangosänger
- Oscar Ferrari (Fußballspieler) (* 1931), italienischer Fußballspieler
- Ottavio Ferrari (1607–1682), italienischer Gelehrter sowie Professor der Rhetorik und Kritiker

### P
- Paola Ferrari (Moderatorin) (* 1960), italienische Journalistin und Moderatorin
- Paola Ferrari (Basketballspielerin) (* 1985), paraguayische Basketballspielerin
- Paolo Ferrari (Lustspieldichter) (1822–1889), italienischer Lustspieldichter
- Paolo Ferrari (Schauspieler) (1929–2018), italienischer Schauspieler
- Patrik Ferrari (* 1977), Schweizer Mathematiker und Physiker
- Piero Ferrari (* 1945), italienischer Unternehmer
- Pierre Ferrari (* 1943), Schweizer Jurist
- Pietro Ferrari (Fußballspieler, 1906) (1906–??), italienischer Fußballspieler
- Pietro Ferrari (Fußballspieler, 1914) (1914–1982), italienischer Fußballspieler
- Pietro Ferrari (Schriftsteller), Schriftsteller
- Pietro Mansueto Ferrari (1823–1893), italienischer Entomologe
- Pietro Melchiorre Ferrari (1735–1787), italienischer Maler
- Pompeo Ferrari (um 1660–1736), italienischer Architekt

### R
- Renzo Ferrari (* 1939), Schweizer Maler
- Roberto Ferrari (Fechter) (1923–1996), italienischer Fechter
- Roberto Ferrari (Bischof) (* 1965), argentinischer Geistlicher, Weihbischof in Tucumán
- Roberto Ferrari (Leichtathlet) (* 1967), italienischer Leichtathlet
- Roberto Ferrari (Radsportler) (* 1983), italienischer Radsportler
- Roberto Ferrari (Turner) (1890–1954), italienischer Turner
- Romolo Ferrari (1894–1959), italienischer Musiker, Komponist und Hochschullehrer

### S
- Sergio Ferrari (Fußballspieler) (1943–2016), italienischer Fußballspieler
- Sergio Ferrari (Radsportler) (* 1978), belgischer Radsportler
- Severino Ferrari (1856–1905), italienischer Dichter, Romanist und Italianist
- Simone Ferrari (* 1994), italienischer Rugby-Union-Spieler

### U
- Umberto Ferrari (1877–1960), italienischer Radsportler

### V
- Vanessa Ferrari (* 1990), italienische Turnerin
- Vincenzo Ferrari (1941–2010), italienischer Maler, Autor und Filmemacher
- Violetta Ferrari (1930–2014), ungarische Schauspielerin und Sängerin
- Virgilio Ferrari (1888–1975), italienischer Arzt und Politiker
- Virginio Ferrari (* 1952), italienischer Motorradrennfahrer

### W
- Werner Ferrari (* 1946), Schweizer Kindermörder
- Werner Ferrari (Basketballspieler), deutscher Basketballspieler
- William Ferrari (1901–1962), US-amerikanischer Artdirector und Szenenbildner